# Antisemitisme i det 21. århundredes Frankrig
Anti-semitisme i det 21. århundredes Frankrig henviser til den stigende anti-semitisme i det moderne Frankrig.

## Analyse
I 2004, nedsatte den daværende indenrigsminister, Dominique de Villepin, en kommission ledet, af Jean-Christophe Rufin til at udarbejde en rapport omkring racisme og antisemitisme. Rapporten udfordrede den almindelige opfattelse, at antisemitisme kun kom fra muslimske indvandrere og den yderste højrefløj. Tidligere samme år, ved brug af de selvsamme data, viste en undersøgelse, at niveauet af antisemitisme har været stigende i flere europæiske lande, herunder Frankrig. Skylden blev givet til de "hvide europæere" som de egentlig ansvarlige for antisemitiske hændelser, efterfulgt af nordafrikanske eller asiatisk muslimer. Jacques Chirac lovede at bekæmpe antisemitiske angreb, herunder vanhelligelse af jødiske gravsteder. Det er blevet rapporteret, at spændingerne foregår mellem jødiske børn og børn af indvandrere, hvoraf nogle af disse spændinger udspringer fra den Den israelsk-palæstinensiske konflikt.
Ideen om stigningen i antisemitisme i det 21. århundredes Frankrig er blevet udfordret af sociologer såsom Laurent Mucchielli og Nonna Mayer som påpeger, at antisemitiske udtalelser har været i konstant tilbagegang i Frankrig siden slutningen af anden verdenskrig, og at andre former for racisme var mere udbredt end antisemitisme. Denne holdning blev kritiseret af medlemmer af det franske, jødiske samfund.
I 2004, toppede antisemitismen, og i 2006 var tallet faldet. I 2008 blev 474 antisemitiske episoder rapporteret. I 2009 var tallet 832 (herunder 631 i første kvartal), i 2010 466 og i 2011 389. Af de 389 handlinger i 2011 var de 260 af dem trusler (100 graffitis, 46 løbesedler eller mails, 114 fornærmelser) og 129 forbrydelser (57 overfald, 7 brandstiftelser eller forsøg på brandstiftelser, 65 tilfælde af hærværk og vandalisme).

## Sager om antisemitisme
"Ifølge franske SPCJ (Service de Protection de la Communauté Juive) var volden i 2011 langt mere alvorlig end i det forgående år og førte til flere hospitalsindlæggelser af ofrene. Således blev en rabbiner i juni overfaldet af to mænd i tyverne i det ellevte arrondissement i Paris. Gerningsmændene sparkede og slog ham i hovedet, mens de råbte antisemitiske slagord. I april blev en ung jøde på vej hjem fra synagogen i Villeurbanne overfaldet af to unge, der først spurgte om hans identitet. Samme måned blev en ung kvinde angrebet voldsomt af en mand på en bus i Caluire et Luire i Lyon. Voldsmanden kastede en flaske i hovedet af pigen, skubbede hende mod et vindue og slog hende i ansigtet, mens han kom med antisemitiske fornærmelser som: “Store jødiske næse” og “Beskidte jødiske bastard, gid araberne må dræbe dig.” "
I 2006 blev Ilan Halimi lemlæstet og torteret til døde af "barbar-banden" ledet af Youssouf Fofana. Motivet var penge samt antisemitiske fordomme (gerningsmændene sagde, at de troede, at jøderne var rige).
I marts 2012 som en del af Midi-Pyrénées skyderierne åbnede en mand ild mod en jødisk skole i Toulouse i et antisemitisk angreb. Han dræbte en rabbiner og tre børn. Præsident Nicolas Sarkozy sagde, "Jeg vil godt sige til alle lederne i det jødiske samfund, hvor meget vi føler med dem. Alle i Frankrig er på deres side." Den israelske premierminister fordømte de "afskyelige drab på jøder" samt det antisemitiske motiv for angrebet.
Den 26. marts blev en 12-årig slået i nakken, da han forlod Ozar Hatorah-skolen i Paris "af unge, som reciterede anti-semitiske slagord"
"Ildspåsættelser beskadigede en jødisk skole i Marseille i 2009 og to skoler i Paris-forstaden Gagny i 2003 og 2006. En uge før Toulouse-skyderierne angreb en bande af arabiske og nordafrikanske unge to jødiske gymnasieelever, da de forlod en sportsplads i udkanten af Paris. I 2002 angreb en gruppe bevæbnet med jernstænger og iført palæstinensiske tørklæder (for at skjule deres ansigter) 14 jødiske fodboldspillere på banen. I Toulouse i 2009 satte man fra en bil ild til en synagoge med motorlovcocktail."